# Manihiki
Manihiki, antes Humphrey, es un atolón de las Islas Cook septentrionales. Está situado a 1160 km al norte de Rarotonga. Sus coordenadas son 10° 24′ S 161° 0′ O.

## Geografía
El atolón, de forma triangular, está formado por cuarenta islas que encierran una laguna profunda sin ningún paso navegable. Además, tiene unos pequeños islotes en el centro de la laguna. La superficie total es de 5,4 km².
El atolón es famoso por sus perlas negras, que se cultivan en gran cantidad, produciendo grandes beneficios. Además, es un punto de atracción por los aficionados al submarinismo y a la pesca en alta mar.
El centro administrativo está en Tauhunu, y existe otra villa llamada Tukao. La población total era de 515 habitantes en el censo del 2001.

## Historia
Se estima que los polinesios se establecieron en Manihiki al menos desde el año 1500. Fue descubierto por los europeos el 1822 por el capitán estadounidense Patrickson que lo denominó Humphrey Island. El nombre tradicional era Tapuahua.
Los habitantes de Manihiki y Rakahanga vivían tradicionalmente alternando entre un atolón y el otro, según las reservas alimentarias que tenían en cada atolón. El viaje de 44 km de distancia entre ambos atolones, realizado con piraguas a veces resultaba peligroso. El año 1852 los misioneros europeos los convencieron de que se dividieran entre los dos atolones y pusieron fin a esta alternancia.
- Datos: Q967796
- Multimedia: Manihiki / Q967796